# Andreas Beck (Fußballspieler)
Andreas Beck (* 13. März 1987 in Kemerowo, Sowjetunion) ist ein ehemaliger deutscher Fußballspieler.

## Leben
Beck entstammt einer russlanddeutschen Familie und kam 1990 als Aussiedler aus der Sowjetunion nach Aalen-Wasseralfingen.

## Karriere

### Verein
Der Abwehrspieler begann mit dem Fußballspielen bei der DJK-SG Wasseralfingen und beim SVH Königsbronn. Im Sommer 2000 wechselte er zur Juniorenabteilung des Bundesligisten VfB Stuttgart. Ab dem 1. Juli 2005 stand er bei der zweiten Mannschaft des VfB in der Regionalliga Süd als Amateur unter Vertrag. Am 11. Februar 2006 wurde Beck erstmals von Trainer Armin Veh bei einem Bundesligaspiel eingesetzt. In der Begegnung mit Arminia Bielefeld stand der Außenverteidiger in der Startelf der Schwaben. In seiner ersten Saison 2005/06 wurde er fünfmal in der Bundesliga eingesetzt. Am 1. Juli 2006 erhielt Beck beim VfB Stuttgart einen Vierjahresvertrag als Profispieler und kam im Laufe der Meisterschaftssaison 2006/07 zu vier Bundesligaeinsätzen. Somit gehörte er zum Kader der Stuttgarter, die deutscher Meister wurden. Das erste Tor für den VfB in der Bundesliga erzielte er am 27. Oktober 2007 beim 1:0-Erfolg über Bayer 04 Leverkusen in der 72. Spielminute.
Zum 4. Juli 2008 wechselte er zum damaligen Bundesliga-Aufsteiger TSG 1899 Hoffenheim. Er wurde auf Anhieb Stammspieler, mit dem Verein Herbstmeister und absolvierte in seiner ersten Saison für Hoffenheim 30 Ligaspiele. Nur Tobias Weis und Demba Ba kamen im Lauf der Spielzeit zu mehr Einsätzen. Zur Saison 2010/11 wurde Beck von Ralf Rangnick als neuer Spielführer Hoffenheims und damit als Nachfolger des nach Nürnberg gewechselten Per Nilsson eingesetzt. Im Mai 2012 gab Beck die Kapitänsbinde ab. Er begründete seine Entscheidung damit, dass die TSG Hoffenheim sich im Umbruch befinde und neue Strukturen geschaffen würden. Im Laufe der Saison 2012/13 wurde er wieder zum Mannschaftskapitän ernannt.
Zur Saison 2015/16 wechselte Beck zum türkischen Erstligisten Beşiktaş Istanbul. Mit Beşiktaş gewann er zwei Mal in Folge die Meisterschaft.
Am 31. August 2017 kehrte Andreas Beck zum VfB Stuttgart zurück.
In der ersten Saison seiner Rückkehr zum VfB zählte Beck zur Stammelf seines Teams. Am 14. April 2018 (30. Spieltag) zog Beck sich beim 1:1-Unentschieden gegen Hannover 96 einen Teilriss des rechten vorderen Kreuzbandes zu, was für ihn das vorzeitige Saisonaus bedeutete. Sein Comeback nach der Kreuzband-Verletzung gab Beck bereits am 26. Juli 2018 in einem Testspiel gegen den SV Sandhausen. In der Saison 2018/19 absolvierte der Verteidiger 24 Ligaspiele für Stuttgart, verpasste jedoch verletzungsbedingt die letzten beiden Saison- und die Abstiegsrelegationsspiele gegen Union Berlin und stieg mit dem Verein in die 2. Bundesliga ab. Sein zum Saisonende auslaufender Vertrag wurde nicht mehr verlängert.
Im Juli 2019 erhielt der Verteidiger bei der KAS Eupen aus der belgischen Division 1A einen Dreijahresvertrag. In seiner ersten, infolge der COVID-19-Pandemie abgebrochenen Saison bestritt Beck 27 von 29 möglichen Ligaspielen für Eupen, in denen er ein Tor erzielte, sowie ein Pokalspiel. In der nächsten Saison 2020/21 waren es 19 von 34 möglichen Spielen und erneut ein Pokalspiel. In der Saison 2021/22 wurde er in 31 Ligaspielen eingesetzt, in denen er einmal traf, sowie bei vier Pokalspielen. Sein Vertrag lief zum Saisonende aus; Beck beendete anschließend seine Karriere.

### Nationalmannschaft
Am 21. Februar 2007 bestritt Beck sein erstes Spiel für die deutsche U-21-Nationalmannschaft gegen Italien, nachdem er zuvor bereits je drei Spiele für die U18 und die U19 sowie  vier Partien für die U20 des DFB bestritten hatte.
Am 5. Februar 2009 wurde Beck erstmals von Bundestrainer Joachim Löw in die deutsche Nationalmannschaft berufen und absolvierte sechs Tage später in Düsseldorf sein erstes Länderspiel gegen Norwegen. Bei der 0:1-Niederlage wurde der Außenverteidiger zur Halbzeit für Andreas Hinkel eingewechselt. Am 28. März spielte er in der WM-Qualifikation gegen Liechtenstein und war damit der erste Hoffenheimer, der in einem Pflichtspiel für Deutschland eingesetzt wurde.
Sein größter internationaler Erfolg war der Gewinn der U-21-Europameisterschaft 2009 in Schweden unter Bundestrainer Horst Hrubesch. Sein entscheidendes Tor zum 1:0 gegen Italien öffnete Deutschland den Weg ins Finale, das 4:0 gegen England gewonnen wurde.
Am 6. Mai 2010 wurde er von Bundestrainer Joachim Löw in den erweiterten Kader für die Weltmeisterschaft 2010 berufen, jedoch am 1. Juni 2010 als letzter Spieler aus dem endgültigen Kader gestrichen. Für die A-Nationalmannschaft absolvierte Beck insgesamt neun Spiele, zuletzt im November 2010.

## Erfolge

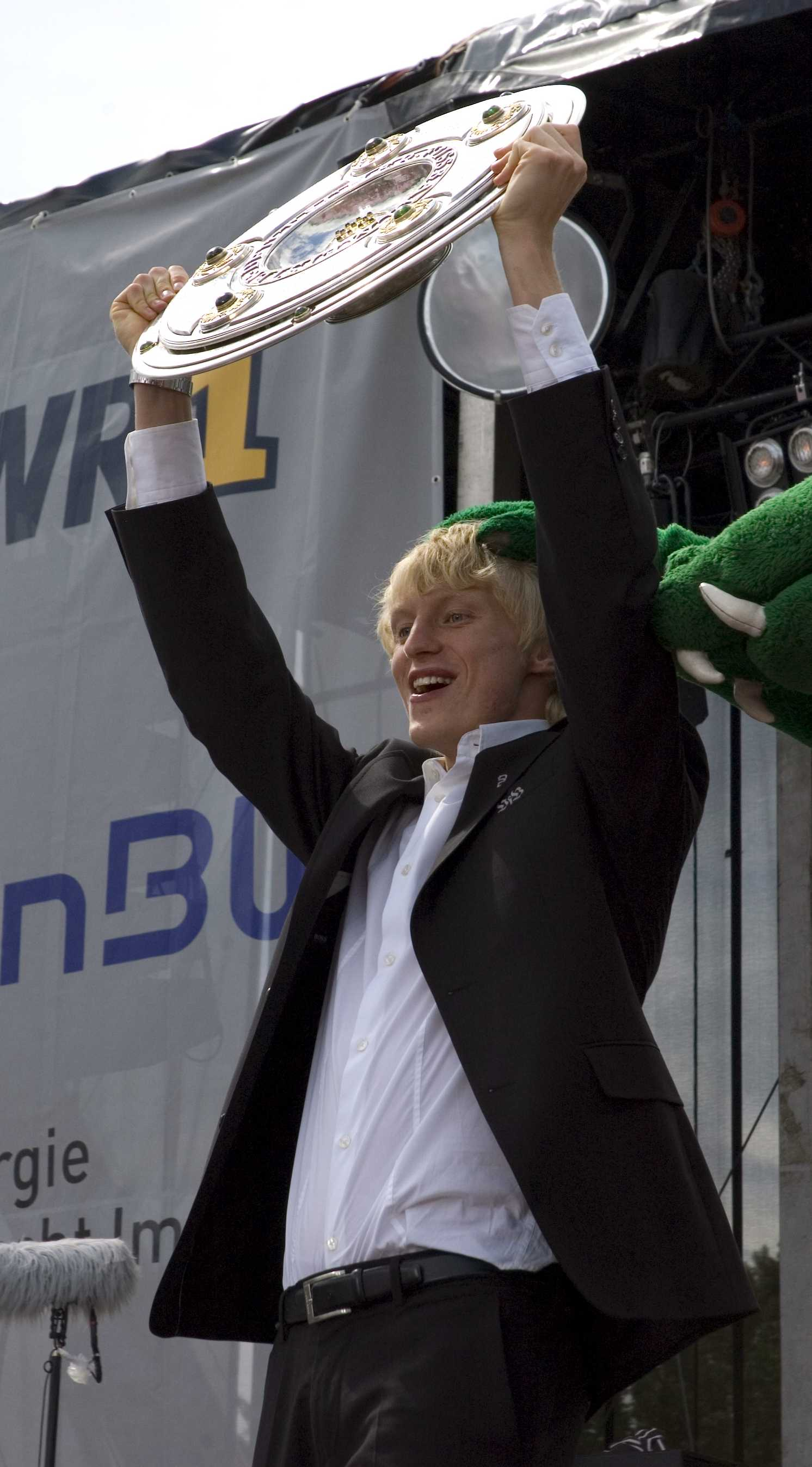
Andreas Beck bei der Meisterfeier des VfB Stuttgart 2007

### Vereine
VfB Stuttgart
- Deutscher Meister: 2007
- Deutscher A-Jugend-Meister: 2005
- Deutscher B-Jugend-Meister: 2004

Beşiktaş Istanbul
- Türkischer Meister: 2016, 2017[14]

### Nationalmannschaft
- U21-Europameister: 2009

### Auszeichnungen
- Mitglied der VDV 11: 2008/09

## Soziales Engagement
Beck unterstützte das Sozialprojekt Wir helfen Afrika zur Fußball-Weltmeisterschaft 2010 in Südafrika, bei dem er als Stadtpate für die Stadt Aalen fungierte.